# Ciąg dalszy nastąpi
Ciąg dalszy nastąpi – polski dramat psychologiczny z 1975 roku składający się z dwóch nowel. Obie łączy tematyka: psychologia samotnych kobiet.

## Nowele

### Na smyczy
Główne role:
- Jadwiga Jankowska-Cieślak – Ewa
- Hanna Skarżanka – „Tymusiowa”

### Lekcja miłości
Główne role:
- Teresa Budzisz-Krzyżanowska – Elżbieta
- Marian Glinka – instruktor
- Jan Krzyżanowski – były partner Elżbiety